# Belgische kampioenschappen atletiek 1986
De Belgische kampioenschappen atletiek 1986 alle Categorieën vonden, voor zowel de mannen als de vrouwen, plaats op 9 en 10 augustus in Brussel.

## Uitslagen
| Atleet            | Prestatie | Onderdeel            | Atlete               | Prestatie |
| ----------------- | --------- | -------------------- | -------------------- | --------- |
| Ronald Desruelles | 10,43 s   | 100 m                | Tonia Oliviers       | 12,06 s   |
| Jeroen Fischer    | 21,13 s   | 200 m                | Tonia Oliviers       | 24,35 s   |
| Peter Pieters     | 46,92 s   | 400 m                | Regine Berg          | 52,50 s   |
| Marc Corstjens    | 1.49,63   | 800 m                | Isabelle De Bruycker | 2.07,53   |
| Vincent Rousseau  | 3.53,77   | 1500 m               | Corinne Debaets      | 4.15,87   |
| -                 | -         | 3000 m               | Ria Van Landeghem    | 9.20,73   |
| Willy Goddaert    | 13.55,28  | 5000 m               | -                    | -         |
| Alex Hagelsteens  | 29.04,00  | 10.000 m             | Magda Ilands         | 33.35,7   |
| -                 | -         | 100 m horden         | Sylvia Dethier       | 13,71 s   |
| Roland Marloye    | 14,12 s   | 110 m horden         | -                    | -         |
| Rik Tommelein     | 49,55 s   | 400 m horden         | Nathalie Nisen       | 58,62 s   |
| William Van Dijck | 8.28,93   | 3000 m steeplechase  | -                    | -         |
| Patrick Steemans  | 2,14 m    | hoogspringen         | Chris Soetewey       | 1,81 m    |
| Kris De Ridder    | 5,20 m    | polsstokhoogspringen | -                    | -         |
| Ronald Desruelles | 7,94 m    | verspringen          | Hilde Vervaet        | 6,38 m    |
| Didier Falise     | 16,89 m   | hink-stap-springen   | -                    | -         |
| Noël Legros       | 15,82 m   | kogelstoten          | Marie-Paule Geldhof  | 14,00 m   |
| Robert Van Schoor | 48,92 m   | discuswerpen         | Ingrid Engelen       | 49,74 m   |
| Frank Stockmans   | 68,36 m   | speerwerpen          | Martine Florent      | 47,90 m   |
| Marnix Verhegghe  | 65,68 m   | hamerslingeren       | -                    | -         |

1889 · 
1890 · 
1891 · 
1892 · 
1893 · 
1894 · 
1895 · 
1896 · 
1897 · 
1898 · 
1899 · 
1900 · 
1901 · 
1902 · 
1903 · 
1904 · 
1905 · 
1906 ·
1907 ·
1908 · 
1909 · 
1910 · 
1911 · 
1912 · 
1913 · 
1914 · 
1919 · 
1920 · 
1921 · 
1922 · 
1923 · 
1924 · 
1925 · 
1926 · 
1927 · 
1928 · 
1929 · 
1930 · 
1931 · 
1932 · 
1933 · 
1934 · 
1935 · 
1936 · 
1937 · 
1938 · 
1939 · 
1940 · 
1941 · 
1942 · 
1943 · 
1944 · 
1945 · 
1946 · 
1947 · 
1948 · 
1949 · 
1950 · 
1951 · 
1952 · 
1953 · 
1954 · 
1955 · 
1956 · 
1957 · 
1958 · 
1959 · 
1960 · 
1961 · 
1962 · 
1963 · 
1964 · 
1965 · 
1966 · 
1967 · 
1968 · 
1969 · 
1970 · 
1971 · 
1972 · 
1973 · 
1974 · 
1975 · 
1976 · 
1977 · 
1978 · 
1979 · 
1980 · 
1981 · 
1982 · 
1983 · 
1984 · 
1985 · 
1986 · 
1987 · 
1988 · 
1989 · 
1990 · 
1991 · 
1992 · 
1993 · 
1994 ·
1995 · 
1996 · 
1997 · 
1998 · 
1999 · 
2000 · 
2001 · 
2002 · 
2003 · 
2004 · 
2005 · 
2006 · 
2007 · 
2008 · 
2009 · 
2010 · 
2011 · 
2012 · 
2013 · 
2014 · 
2015 · 
2016 · 
2017 · 
2018 · 
2019 · 
2020 · 
2021 · 
2022 · 
2023 · 
2024